# Menjamel de clatell blanc oriental
El menjamel de clatell blanc oriental (Melithreptus lunatus) és un ocell de la família dels melifàgids (Meliphagidae).

## Hàbitat i distribució
Habita els boscos d'Austràlia oriental, des del nod-est i sud-est de Queensland cap al sud, a través de l'est de Nova Gal·les del Sud i sud de Victòria fins al sud-est d'Austràlia Meridional.